# لوتشيانو فرناندو
لوتشيانو فرناندو هو لاعب كرة قاعدة برازيلي، ولد في 13 أبريل 1992.

## وصلات خارجية
- لوتشيانو فرناندو على موقع الدوري الياباني لكرة القاعدة (الإنجليزية)
- لوتشيانو فرناندو على موقعبيزبول رفرنس.كوم (الدوري الثانوي) (الإنجليزية)